# Idaea ochraria
Idaea ochraria är en fjärilsart som beskrevs av William Schaus 1901. Idaea ochraria ingår i släktet Idaea och familjen mätare. Inga underarter finns listade i Catalogue of Life.